# SOE F section network
Estas são as networks(redes, em português), também conhecidas como circuits(circuitos), (ou réseaux para os participantes franceses) estabelecidas na França pela F Section da britânica Special Operations Executive durante a Segunda Guerra Mundial.
Estes grupos foram incumbidos de coletar e retransmitir informações sobre o inimigo para o quartel-general da SOE em Londres. Um circuit seria composto de três pessoas:
- Líder: organiza o grupo e recruta novos membros.
- Operador de Rádio Wireless: possui conhecimento para trabalhar com equipamentos wireless, compreensão de Código Morse e também a habilidade de codificar e decodificar mensagens.
- Mensageiro: viaja de network em network no país coletando informações sobre o inimigo.[1]

## Networks

### Acolyte
- Robert Lyon – também conhecido como Gilbert Calvert (Adrien)[2]
- Jean Coleman — tenente (Victor)[3]
- Robert Martin, nome verdadeiro : Albert Grinberg (Ibis) — operador de rádio

### Acrobat
- Harry Rée — trabalhou na Acrobat antes de assumir  Stockbroker[4]
- Diana Rowden — mensageira[5]
- Jean Simon – líder após a prisão de Starr
- John Renshaw Starr — líder
- Andre Henri Van der Straton[6]
- John Cuthbert Young – operador de rádio[7]

### Actor
- Roger Landes – operador de rádio[8]

### Archdeacon
Uma network que deveria ter sido estabelecida por Frank Pickersgill e John Kenneth MacAlister, que foram ambos capturados em Junho de 1943 imediatamente após a chegada na França. A network se tornou uma operação comandada pelos alemães.
Joseph Placke, um assistente da Seção Wireless no 84 Avenue Foch, fingiu ser Pickersgill e utilizou os códigos e o rádio capturado de Macalister para transmitir mensagens falsas para Londres, solicitando envio de suprimentos, que obviamente cairam nas mãos dos alemães. A falsa operação continuou até Maio de 1944 e resultou na captura de um instrutor de sabotagem e seis outros agentes que haviam sido enviados para juntar-se à network.

### Asymptote
- F. F. E. Yeo-Thomas[11]

### Author
- Harry Peulevé — líder[12]
- Jacques Poirier – líder[13]

### Autogiro
Circuit que fora organizado em Paris na região de Pierre de Vomécourt, mas que acabou destruído na primavera de 1942 após a traição de Mathilde Carre.
- Georges Bégué — operador de rádio[14]
- Christopher Burney — assigned to assist Burdeyron
- Noel Fernand Rauol Burdeyron (real name, Norman F. Burley) — agent, single-handedly derailed German supply train by pulling up a rail, Autogiro's only successful attack
- Raymond Henry Flower[15]
- Pierre de Vomécourt — líder[16]

### Bricklayer
Uma pequena network especializada em assuntos econômicos e financeiros relacionados ao pouso dos aliados durante o Dia-D. Os membros franceses eram principalmente homens de negócio, advogados, bancários e engenheiros.
- France Antelme — líder[17]
- Madeleine Damerment — mensageiro[18]
- Lionel Lee – operador de rádio[19]

### Carter
- Charles Henri Lucien – líder

### Chestnut
- Roland Dowlen – operador de rádio[20]
- William Grover-Williams — líder[21]

### Cinema
- Emile Henri Garry – líder[22]
- Noor Inayat Khan — operador de rádio[23]

### Clergyman
- Robert Benoist — líder[24]
- Denise Bloch — operador de rádio, 1943–1945[25]
- Louis Blondet – instrutor[26]

### Detective
- Denise Bloch — operador de rádio, 1943–1945[25]
- Blanche Charlet — mensageiro[27]
- Henri Sevenet (também conhecido como Henry Thomas)[28]
- Brian Stonehouse — operador de rádio[29]

### Digger
- Charles Beauclerk – operador de rádio[30]
- Emile Gerschel – instrutor[31]
- Peter Lake
- Jacques Poirier – líder[13]

### Diplomat
- Maurice Dupont[32]

### Ditcher
- Guy D'Artois — líder
- Lt. Jean Renaud-Dandicolle, M.C. (também conhecido como John Danby)[33]

### Donkeyman
Network organizada após o colapso de Autogiro e construída com os integrantes que restaram do Carte.  Possuia pequenos grupos espalhados por toda a França.
- Francis Cammaerts[34]
- Henri Frager — líder[35]
- Peggy Knight — mensageiro[36]
- Vera Leigh — oficial de ligação[37]
- Rolf Baumann – professor

### Farmer
Circuit organizado na região de Lille por Michael Trotobas.
- Arthur Staggs – operador de rádio
- Michael Trotobas – líder[38]

### Farrier
Uma operação para organizar pousos de aeronaves e a recepção de agentes enviados por tal meio.
- Juliane Aisner — mensageiro[39]
- Marcel Remy Clement – assistente[40]
- Henri Déricourt — líder
- Andre Watt – operador de rádio[41]

### Fireman
- Alexander Campbell – assistente[42]
- Edmund Mayer – líder[43]
- Percy Mayer – líder[44]
- Patricia O'Sullivan — operador de rádio[45]

### Footman
- George Hiller — líder[46]
- Cyril Watney – operador de rádio[47]
- William Hawk Daniels – instrutor da OSS [48]
- Richard Pinder – instrutor[49]
- Guy S. Songy – instrutor da OSS[50]

### Freelance
- John D. Allsop – instrutor[51][52]
- Andre Michael Bloch – instrutor[53][54]
- Rene Dussaq – assistente[55]
- John Farmer – líder[56]
- Denis Rake – operador de rádio[57]
- Reeve Schley[58]
- Nancy Wake — mensageiro[59]

### Headmaster
- Sonya Butt — mensageiro[60]
- Pierre-Raimond Glaesner – instrutor[61]
- Charles Sydney "Soapy" Hudson — líder[62]
- George Jones – operador de rádio[63]

### Heckler
- Paul Goillot – líder[64]
- Virginia Hall[65][66]
- Henry Riley – líder[67]

### Historian
- Nicholas Allington – assistente[68]
- Lilian Rolfe — operador de rádio[69]
- Andre Studler – assistente[70][71]
- George Alfred "Teddy" Wilkinson – líder[72]

### Inventor
Sub-network da network Physician.
- Marcel Clech – operador de rádio
- Sidney Jones — líder and instrutor do exército[73]
- Vera Leigh — mensageiro[37]

### Japonica
- Blanche Charlet

### Jockey
Network situada no sudeste da França.
- Francis Cammaerts — líder[34]
- Leslie Fernandez[74]
- Xan Fielding[75]
- Auguste Floiras – operador de rádio[76]
- Christine Granville — mensageiro[77]
- Cecily Lefort — mensageiro[78]
- Pierre Martinot – instrutor[79]
- Pierre Reynaud – instrutor de sabotagem [80]
- Antoine Sereni – operador de rádio[81]

### Juggler
Uma sub-network da Physician, operava em Châlons-sur-Marne, oeste de Paris. Também possuia sede em rue Cambon, próximo a Place de la Concorde.  Também era conhecida como Robin.
- Gustave Cohen – operador de rádio[82]
- Sonya Olschanezky — mensageiro, administrator[83]
- Jacques Weil – segundo comandante[84]
- Jean Worms (também conhecido como Jean de Verieux) — líder[85]

### Labourer
- Elisee Allard (também conhecido como Charles Montaigne)[86]
- Pierre Geelen (também conhecido pelos sobrenomes Garde e Grandjean)[87]
- Marcel Leccia (também conhecido como Georges Louis)- líder[88]
- Odette Wilen

### Marksman
- Elizabeth Devereux-Rochester — mensageira[89]
- Richard Harry Heslop — líder[90]
- Owen Johnson – operador de rádio[91]
- Gordon Nornable – operador de rádio[92]
- Geoffrey Parker – médico[93]
- Jean Pierre Rosenthal – líder[94]
- Marcel Veilleux – operador de rádio[95]

### Minister
- Denis Barrett – operador de rádio[96]
- Yvonne Fontaine — mensageiro[97]

### Monk
Também conhecida como network ou circuit 'Monkeypuzzle'.
- Marcel Clech – operador de rádio[98]
- Jean Dubois – operador de rádio[99]
- Eliane Plewman — mensageiro[100]
- Jack Sinclair[101]
- Charles Skepper – líder[102]
- Arthur Steele – operador de rádio[103]

### Musician
Circuit localizado na província de Picardy.
- Yolande Beekman — operador de rádio[104]
- Gustave Biéler — líder[105]
- Paul Tessier – assistente[106]

### Pedlar
- Nicholas Bodington — líder[107]
- Herbert Maurice Roe - operador de rádio

### Pimento
- Anthony Brooks — líder[108]

### Permit
- Robert Bruhl – assistente[109]
- Gerard Dedieu – líder[110]
- Ginette Jullian – mensageiro

### Physician
Network também conhecida como Prosper.
- Francine Agazarian — mensageira[111]
- Jack Agazarian — operador de rádio[112]
- Andrée Borrel — mensageiro[113]
- Jacques Bureau – técnico de rádio
- Pierre Culioli – líder[114]
- George William Darling – líder de grupo [115]
- Gilbert Norman — operador de rádio[116]
- Yvonne Rudellat — mensageiro[117]
- Francis Suttill — líder[118]
- Germaine Tambour[119]
- Madeleine Tambour[120]

### Prosper
Nome não-oficial da Physician, batizada em homenagem ao codinome de seu líder.

### Prunus
- Maurice Pertschuk - líder [121]

### Robin
Nome não-oficial do circuit Juggler.

### Salesman
- Edgar Fraser – Dakota expert[122]
- Jean Claude Guiet – operador de rádio[123]
- Claude Malraux[124]
- Isidore Newman – operador de rádio[125]
- Violette Szabo — mensageiro[126][127]
- Philippe Liewer (também conhecido como Charles Staunton) — líder[128]
- Bob Maloubier – instrutor de armas[129]

### Scholar
- Raymond Aubin – líder[130]
- Yvonne Baseden — operador de rádio[131]
- Rene Bichelot – assistente[132]
- Louis Antoine Nonni[133]
- Marie Joseph de Saint-Genies – líder[134]

### Scientist
Network situada na área de Bordeaux.
- Claude de Baissac — líder[135]
- Lise de Baissac — mensageiro[136]
- John Danby[33]
- Marcel Defence – operador de rádio[137]
- André Grandclément – líder agente duplo[138]
- Victor Hayes – instrutor[139]
- Mary Katherine Herbert — mensageiro
- Roger Landes – operador de rádio[8]
- Maurice Larcher – operador de rádio[140]
- Phyllis Latour — operador de rádio[141]
- Paul Baptiste Pardi – campos de pouso[142]
- Harry Peulevé

### Silversmith
- Madeleine Lavigne – mensageiro e operador de rádio[143]

### Spindle
Circuit estabelecido em Montpellier.
- Peter Churchill — líder[144]
- André Girard
- Victor Hazan[145]
- Adolphe Rabinovitch – operador de rádio[146]
- Odette Sansom — mensageiro[147]

### Spiritualist
- Henri Diacono – operador de rádio[148]
- René Dumont-Guillemet – líder[149]

### Spruce
Também conhecido como circuit 'Plane'.
- Robert Boiteaux – líder[150]
- Henri Paul Le Chêne – líder
- Marie-Thérèse Le Chêne – mensageiro
- Pierre Louis Le Chêne – operador de rádio[151]
- John Dolan[152]
- John Hamilton[153]
- Madeleine Lavigne – mensageiro e operador de rádio[143]
- Robert Sheppard – sabotador[154]
- Edward Zeff – operador de rádio[155]

### Stationer
Network com atividades no centro e no sul da França, de Châteauroux à base dos Pireneus.
- Jacques Dufour[156]
- Rene Mainguard – líder[157]
- Rene Mathieu – operador de rádio[158]
- Pierre Mattei – campos de pouso[159]
- Jacqueline Nearne — mensageira[160]
- Alexander Shaw – campos de pouso[161]
- Maurice Southgate – líder[162]
- Pearl Witherington — mensageira, líder após a prisão de Southgate[163]

### Stockbroker
- Eric Cauchi – instrutor[164]
- Joseph Maetz[165]
- Harry Rée — líder[4]
- Jean Alexander Simon[166]
- Paul Ullman – operador de rádio[167]

### Ventriloquist
- Muriel Byck — operador de rádio[168]
- Emile Counasse[169]
- Maurice Lostrie – sabotador[170]
- Stanislaw Makowski – instrutor[171]
- Pierre de Vomécourt — líder[172]

### Wheelwright
Circuit na área de Toulouse.
- Jean-Claude Arnault – assistente[173]
- Yvonne Cormeau — operador de rádio[174]
- Philippe de Gunzbourg – mensageiro[175]
- George Reginald Starr — líder[176]
- Anne-Marie Walters — mensageiro[177]

### Wizard
- Eileen Nearne — operador de rádio[178]
- Jean Savy – líder[179]

### Wrestler
network com atividades no triângulo Valençay-Issoudun-Châteauroux.
- Pearl Witherington — líder[163]

## Mapa das networks em Junho de 1943
O mapa abaixo mostra as maiores networks da SOE F Section que existiram na França em Junho de 1943, baseado no mapa publicado no livro "Flames in the Field" (Michael Joseph Ltd, 1995), de Rita Kramer.
Note: O mapa não exibe a localização correta da network Autogiro original, que operou na área de Paris e deixou de existir após a primavera de  1942. Entretanto, posteriormente a network foi revivida por Francis Suttill, líder da Prosper.